# Mida del penis humà
La mida del penis humà és el gruix i la longitud del penis de l'home. Aquestes mides poden ser naturals, marcades per la genètica, o, com poden fer les dones amb els pits (implants mamaris), es poden modificar mitjançant cirurgia estètica (fal·loplàstia), per exemple, un allargament de penis. Un penis inusualment petit, és a dir, d'almenys 2,5 sigmes menor que la mitjana, és un micropenis. Culturalment, hi ha hagut modes de penis grans i de penis petits, s'ha disminuït o exagerat la mida en representacions artístiques, per simbologia o estètica, i s'han creat mites sobre la seva longitud. La síndrome o complex del penis petit es genera quan la creença, verdadera o no, que el mateix penis és massa petit comporta problemes psicològics.
La mitjana, en l'ésser humà i en erecció, és d'uns 13 cm a 15 cm de longitud i poc més de 12 cm de contorn. Prop de l'1% dels homes tenen el penis de 20 cm de longitud o més. La longitud en estat flàccid volta els 9 cm. Si comparem l'home amb altres primats, inclosos els grans com, per exemple, els goril·les, els genitals masculins són significativament majors, i el penis més llarg i més gruixut, tant en mesures absolutes com en mesures relatives respecte a la mida de la resta del cos.

## Mesurament del penis
Com és habitual a les mesures experimentals, per a obtenir una mesura individual d'un mateix penis amb un error menor cal repetir la mesura diverses vegades, preferentment en diferents ereccions de dies diferents, i posteriorment fer-ne la mitjana aritmètica, que és la que es tindrà en compte. Com a la resta de mesures experimentals, aquest valor tindrà una certa variabilitat, una part a conseqüència de l'error purament en el mètode de mesura, i una altra que en el cas de la mesura de la longitud del penis pot ser a causa de factors com l'hora del dia (podria ser recomanable fer estudis en què totes les mesures de tots els individus fossin a la mateixa hora), temperatura ambient i freqüència de les relacions sexuals. Per a fer estadístiques s'utilitza, per a cada individu, la mitjana de les seves mides obtingudes.
Per a obtenir la mida desitjada cal que el penis estigui completament erecte, cosa que pot no ser fisiològicament senzilla en un ambient clínic. Amb l'objectiu d'obtenir resultats més consistents almenys un metge s'ha servit de drogues injectades al penis per a induir les ereccions, mentre que d'altres estrenyen el penis flàccid per a obtenir-la.

### Longitud
La longitud es pot mesurar estant l'home bo i dret i amb el penis erecte. Es procedeix a mesurar la longitud en línia recta des de la base del penis fins a la punta del prepuci. Les mesures resulten inexactes si es fan estant l'home bo i assegut o estant en posició prona.

### Contorn
El contorn del penis és la longitud de la circumferència perpendicular a l'eix del penis completament erecte. Aquest valor és diferent a cada secció del penis, de manera que el que es fa és prendre tres mesures a tres llocs diferents i fàcils d'aplicar amb un mateix criteri per a cada penis i fer-ne la mitjana aritmètica. Els tres indrets del penis a mesurar són just a sota del glan, a la base del penis, i al punt intermedi.

## Estudis estadístics sobre la mida del penis
Els resultats precisos varien segons els estudis, però s'ha consensuat que la mitjana de la longitud del penis humà en erecció és d'aproximadament 12,9 cm-15,0 cm i que el 95% dels homes el tenen entre 10,7 cm i 19,1 cm. La mediana és lleugerament superior a la mitjana, ja que els resultats no estan centrats. El contorn del penis de l'home és d'uns 12,3 cm en erecció.

### Mida al naixement
La mitjana del penis sotmès a estrenyiment (vegeu Mesurament del penis) de nounats en el moment de néixer és de 4,0 cm de longitud i un 90% d'ells el tenen entre 2,2 cm i 5,5 cm. Es detecta un creixement del penis als primers cinc anys de vida del nen, però el creixement minva molt fins a l'arribada de la pubertat, quan la mitjana és d'uns 6'0cm. Uns cinc anys després de la pubertat el penis ja ha assolit la longitud adulta, és en aquests cinc anys quan més creix proporcionalment, duplicant la seva longitud. W.A. Schonfeld va publicar una corba del creixement del penis el 1943.

### Evolució de la mida amb l'edat
Una revista de recerca diu que la longitud de penis flàccid està just per sota dels quatre centímetres i que canvia molt poc fins a la pubertat, que és quan el creixement és marcat. Després, en l'edat adulta, no sembla que hi hagi canvis significatius en la mida del penis. Concretament, no es creu que aquest minvi per envelliment ni en la tercera edat.

### Correlació amb el producte interior brut
Un estudi sobre el creixement del producte interior brut i la mida del penis humà trobà que hi havia una relació inversa. L'estudi trau conclusions a partir d'observacions fetes entre el 1960 i 1985 a 76 països.